# Philipp Öttl
Philipp Öttl, né le 3 mai 1996 à Bad Reichenhall, est un pilote de vitesse moto allemand.

## Palmarès

### Victoire en Moto3: 1
| Année | Lieu du Grand Prix        | Circuit                    | Ville                |
| ----- | ------------------------- | -------------------------- | -------------------- |
| 2018  | Grand Prix moto d'Espagne | Circuit permanent de Jerez | Jerez de la Frontera |

## Statistiques

### Par saison
(Mise à jour après le  Grand Prix moto de France 2018)
| Sais  | Cat.  | Moto      | Course | Vict | Pod | Pole | M.tour | Pts | Class | Titre |
| ----- | ----- | --------- | ------ | ---- | --- | ---- | ------ | --- | ----- | ----- |
| 2012  | Moto3 | Kalex KTM | 1      | 0    | 0   | 0    | 0      | 5   | 31e   | -     |
| 2013  | Moto3 | Kalex KTM | 16     | 0    | 0   | 0    | 1      | 34  | 18e   | -     |
| 2014  | Moto3 | Kalex KTM | 18     | 0    | 0   | 0    | 0      | 10  | 24e   | -     |
| 2015  | Moto3 | KTM       | 18     | 0    | 1   | 0    | 0      | 73  | 15e   | -     |
| 2016  | Moto3 | KTM       | 17     | 0    | 0   | 1    | 1      | 85  | 12e   | -     |
| 2017  | Moto3 | KTM       | 17     | 0    | 1   | 0    | 0      | 105 | 10e   | -     |
| 2018  | Moto3 | KTM       | 5      | 1    | 1   | 0    | 0      | 36  | 8e    | -     |
| Total |       |           | 92     | 1    | 3   | 1    | 2      | 348 |       |       |

### Statistiques par catégorie
(Mise à jour après le  Grand Prix moto de France 2018)
| Catégorie | Année | 1er GP   | 1er Podium | 1re Victoire | Courses | Victoires | Podiums | Pole | M.tours¹ | Points | Titres |
| --------- | ----- | -------- | ---------- | ------------ | ------- | --------- | ------- | ---- | -------- | ------ | ------ |
| Moto3     | 2012- | VAL 2012 | IND 2015   | ESP 2018     | 92      | 1         | 3       | 1    | 2        | 348    | 0      |
| Total     | 2011- |          |            |              | 92      | 1         | 3       | 1    | 2        | 348    | 0      |

### Résultats détaillés
(Les courses en gras indiquent une pole position; les courses en italique indiquent un meilleur tour en course)
| Saison | Catégorie | Moto      | 1       | 2      | 3      | 4       | 5       | 6      | 7      | 8      | 9      | 10     | 11     | 12     | 13     | 14      | 15      | 16     | 17      | 18      | 19    | Points | Position |
| ------ | --------- | --------- | ------- | ------ | ------ | ------- | ------- | ------ | ------ | ------ | ------ | ------ | ------ | ------ | ------ | ------- | ------- | ------ | ------- | ------- | ----- | ------ | -------- |
| 2012   | Moto3     | Kalex KTM | QAT     | SPA    | POR    | FRA     | CAT     | GBR    | NED    | GER    | ITA    | IND    | CZE    | RSM    | ARA    | JAP     | MAL     | AUS    | VAL 11  |         |       | 5      | 31e      |
| 2013   | Moto3     | Kalex KTM | QAT 17  | AME 17 | ESP 20 | FRA 15  | ITA 19  | CAT 18 | NED 22 | GER 17 | IND 19 | CZE 17 | GBR 16 | RSM 9  | ARA 6  | MAL 10  | AUS Ab. | JAP 13 | VAL 9   |         |       | 18     | 34e      |
| 2014   | Moto3     | Kalex KTM | QAT 20  | AME 20 | ARG 21 | ESP 15  | FRA 15  | ITA 13 | CAT 19 | NED 15 | GER 12 | IND 20 | CZE 24 | GBR 17 | RSM 19 | ARA Ab. | JPN 17  | AUS 21 | MAL 18  | VAL Ab. |       | 10     | 24e      |
| 2015   | Moto3     | KTM       | QAT 14  | AME 13 | ARG 16 | ESP Ab. | FRA 10  | ITA 22 | CAT 10 | NED 15 | GER 11 | IND 3  | CZE 15 | GBR 16 | RSM 10 | ARA 5   | JAP 23  | AUS 7  | MAL 15  | VAL 10  |       | 15e    | 73       |
| 2016   | Moto3     | KTM       | QAT 9   | ARG 15 | AME 4  | ESP 10  | FRA Ab. | ITA    | CAT 17 | NED 11 | GER 17 | AUT 5  | CZE 15 | GBR 12 | RSM 8  | ARA 10  | JAP 4   | AUS 14 | MAL Ab. | VAL 8   |       | 12e    | 85       |
| 2017   | Moto3     | KTM       | QAT Ab. | ARG 4  | AME 9  | SPA DNS | FRA 21  | ITA 14 | CAT 13 | NED 11 | GER 5  | CZE 13 | AUT 2  | GBR 9  | RSM 4  | ARA 9   | JAP 6   | AUS 13 | MAL 16  | VAL 15  |       | 10e    | 105      |
| 2018   | Moto3     | KTM       | QAT Ab. | ARG 23 | AME 6  | SPA 1   | FRA 15  | ITA -  | CAT -  | NED -  | GER -  | CZE -  | AUT -  | GBR -  | RSM -  | ARA -   | THA -   | JAP -  | AUS -   | MAL -   | VAL - | 8e     | 36       |

- *saison en cours

Système d’attribution des points
| Position | 1er | 2e | 3e | 4e | 5e | 6e | 7e | 8e | 9e | 10e | 11e | 12e | 13e | 14e | 15e |
| Points   | 25  | 20 | 16 | 13 | 11 | 10 | 9  | 8  | 7  | 6   | 5   | 4   | 3   | 2   | 1   |

| Couleur | Résultat                     |
| ------- | ---------------------------- |
| Or      | Vainqueur                    |
| Argent  | 2e place                     |
| Bronze  | 3e place                     |
| Vert    | Terminé, dans les points     |
| Bleu    | Terminé, pas dans les points |
| Violet  | Abandon (Ab.) ou (Ret)       |
| Violet  | Non classé (NC)              |
| Rouge   | Pas qualifié (DNQ)           |
| Noir    | Disqualifié (DSQ)            |
| Blanc   | Pas au départ (DNS)          |
| Blanc   | Forfait (WD)                 |
| Blanc   | N'a pas participé (DNP)      |
| Blanc   | Blessé (INJ)                 |
| Blanc   | Exclu (EX)                   |
| Blanc   | Course annulée (C)           |